# Relations entre la France et les États fédérés de Micronésie
Les relations entre la France et les États fédérés de Micronésie ou relations franco-micronésiennes désignent les liens, échanges, rencontres, collaborations et confrontations, qu'ils soient d’ordre économique, diplomatique ou culturel, qu’ont entretenu hier et entretiennent aujourd’hui la France et les États fédérés de Micronésie.
Les États fédérés de Micronésie n'ont jamais été dans la sphère d'influence française dans le Pacifique malgré certaines missions d'exploration au XIXe siècle. Cette situation n'a pas évoluée depuis leur mise sous tutelle puis la collaboration étroite qui s'est construite avec les États-Unis d'Amérique. Ainsi, il n'est pas étonnant que les relations politiques ou économiques entre les deux pays ne se soient pas beaucoup développées et que les quelques contacts entre les deux pays prennent place dans le cadre plus général de la politique française dans le Pacifique ou au sein des organisations internationales ou régionales.
Néanmoins, ces dernières années, un timide rapprochement peut s'observer sur des questions et défis internationaux, comme le réchauffement climatique, pour lequel les États fédérés de Micronésie sont concernés en premier lieu, et dans lequel la France essaie d'incarner un leadership, notamment lors de la COP21.

## Histoire des relations

### Exploration européenne des îles Carolines (XVIesiècle- première moitiéXIXesiècle)

#### Premiers européens en Micronésie (XVIesiècle-XVIIesiècle)
C'est au XVIe siècle que les premiers explorateurs portugais (alors à la recherche des îles aux épices à l'est de l'Indonésie) atteignirent les îles Carolines, dont une partie constitue aujourd'hui les États fédérés de Micronésie. Toutefois, les contacts entre ces îles et les Européens ne furent pas nombreux — malgré leurs annexions et le contrôle très formel exercé par l'Espagne au XVIIe siècle — jusqu'aux visites des baleiniers et à l'établissement, notamment sur les îles Chuuk, des premiers missionnaires en 1789. Côté français, malgré des missions d'exploration françaises dans le Pacifique comme celles de Louis-Antoine de Bougainville lors de son tour du monde (1766-1769), ou celle d'Antoine Bruny d'Entrecasteaux (1791-1793), qui contribuèrent à la connaissance de l'Océanie, la Micronésie ne sera pas une étape de leur expédition.

#### Expéditions et exploration de l'Océanie par les missions françaises (première moitiéXIXesiècle)

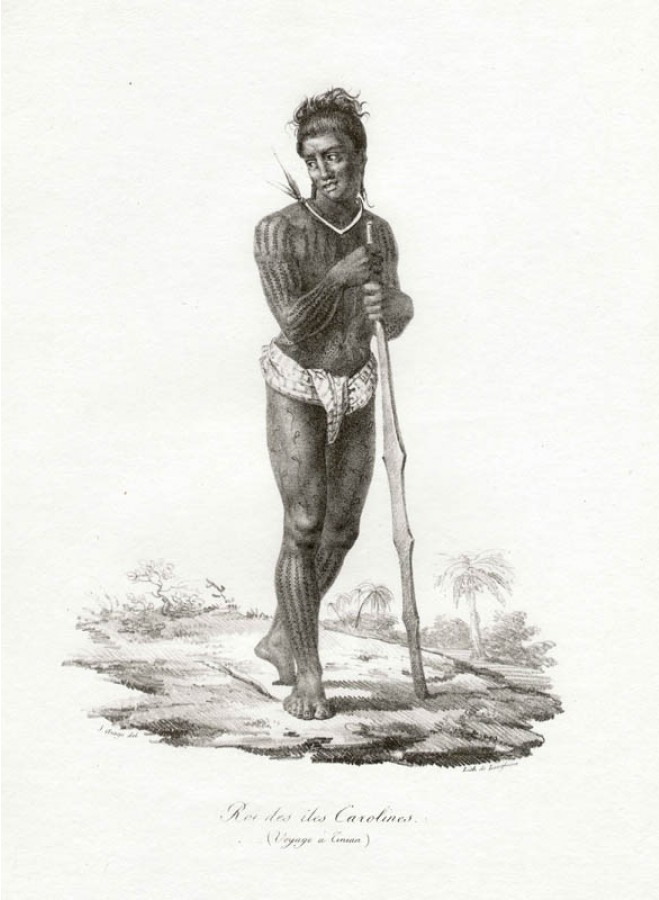
Illustration du roi des Carolines par Jacques Arago (1822) lors du voyage de Louis de Freycinet

##### Le tour du monde de Freycinet (1817-1820)
Géologue et géographe français, De Freycinet est promu capitaine de frégate en 1811, et commanda l'Uranie lors d'une expédition de trois ans autour du monde. En voyage avec sa femme Rose, et 126 hommes, équipages et scientifiques dont Louis Isidore Duperrey, son expédition passera par les îles Carolines avant de se diriger vers les îles Mariannes et Marshall. De nombreuses illustrations, notamment d'autochtones, réalisées par Jacques Arago permettent aujourd'hui de reconstituer ce voyage.

##### Voyage de Duperrey (1822-1825)

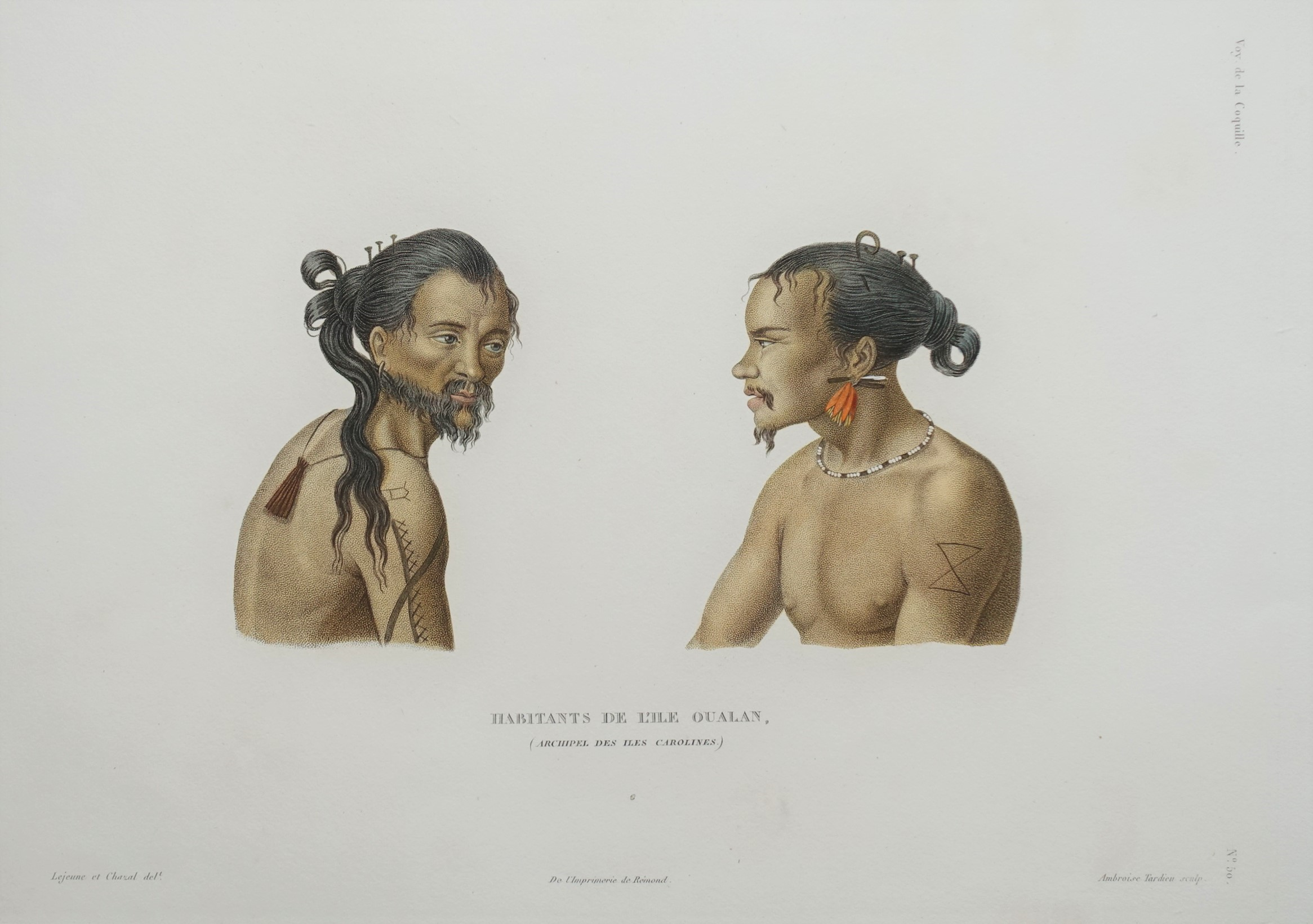
Aquatinte représentant des habitants de l'île Oualan sur l'archipel des Carolines - (Voyage de Duperrey 1822-1825)

Second de De Freycinet lors de son tour du Monde, Louis Isidore Duperrey, explorateur et cartographe français, reparti en expédition aux commandes de La Coquille dans la même région pour continuer les recherches entamées par De Freycinet. Accompagné de scientifiques, son voyage l’amènera à explorer les archipels du Pacifique central, la Polynésie, la Nouvelle-Hollande (Australie), l’Archipel des Moluques, les îles Carolines et à rencontrer des populations locales, notamment sur l'île Oualan, aujourd'hui île de Kosrae, un des États des États fédérés de Micronésie. Il en retiendra par ailleurs cette description dans son Voyage autour du monde exécuté par la corvette la Coquille :« Quant aux habitants des Carolines, très différents des Polynésiens, ils sont de type mongolique. Leur physionomie est très agréable, leur taille est communément moyenne, leurs formes sont bien faites et arrondies mais petites. La chevelure est très noire, la barbe ordinairement grêle et rare. Le front est étroit, les yeux manifestement obliques et les dents très belles. Leur peau est jaune citron. Les femmes sont assez blanches ; le visage est élargi transversalement, le nez un peu épaté. Il y a chez eux une certaine gravité dans le caractère. ».

##### Voyages de Dumont d'Urville
Ancien second de de Freycinet, Jules Dumont d'Urville, officier de marine et explorateur français, participa au cours de sa carrière à des missions hydrographiques destinées à compléter et à préciser les connaissances acquises par les grandes expéditions maritimes du siècle précédent. Il est chargé par ordonnance royale de se rendre en Océanie et d'y commander deux expéditions d'exploration de 1822 à 1829. Ces expéditions permettront à la navigation et à la géographie de disposer de données nouvelles dont notamment la position de 200 îles. Il ramènera par ailleurs un grand nombre d'espèces de plantes et d'insectes (dont de nombreuses nouvelles) au Muséum d’Histoire Naturelle de Paris.
À la suite de ses voyages, il défendra devant la Société de géographie de Paris, une nouvelle distinction des régions de l'Océanie, se basant essentiellement sur l'ethnologie et la linguistique : 
- la Polynésie, « les nombreuses îles » ;
- la Mélanésie, « les îles noires » ;
- la Micronésie, « les petites îles » ;
- et la Malaisie (plus tard retirée).

Le travail de distinction de Dumont d'Urville eut à l'époque un grand retentissement, et bien que ces dénominations et délimitations soient aujourd'hui critiquées par certains géographes, elles sont toujours majoritairement employées. Le terme « Micronésie » continue donc de désigner l'une des trois grandes régions que l'on distingue en Océanie, regroupant huit États et régions administratives dont les États fédérés de Micronésie,lui-même abusivement parfois réduit en Micronésie.
En 1837, il repart pour un nouveau voyage avec pour objectif cette fois-ci, l'exploration de l'Océan Antarctique. Au cours de cette expédition il se rendra encore une fois dans l'Océan Pacifique et notamment la Micronésie. Son navire mouillera en décembre 1838 près de l'île de Tsis dans les îles Truk, aujourd'hui partie intégrante de l’État de Chuuk, l'occasion pour lui de rencontrer et observer quelques autochtones.

##### Voyage de Joseph de Rosamel (1840)
Second fils de Claude de Rosamel (ministre de la Marine française de 1836 à 1839), Joseph de Rosamel est un navigateur français et commandant de La Danaïde, qui lors d'une mission d'exploration séjourna en septembre 1840 sur l'île de Pohnpei. Son père l'avisera avant son départ avec le conseil suivant « Dans tous les lieux où se montrera la corvette la Danaïde, vous mettrez vos soins à lier avec les autorités et les habitants des relations amicales et à donner une idée avantageuse de la puissance de la France. »
Il livra dans un manuscrit de 200 pages un témoignage précieux de ses observations qu'il a pu faire lors de son escale, sur la vie locale, sur la société Pohnpéienne et la culture de ce peuple, avant que l'influence occidentale ne la transforme. Il fut aidé dans la traduction et la communication avec les autochtones par un Français mauricien résident là-bas, Louis Corgat arrivé sur cette l'île en 1836. Elle abritait une quarantaine de bagnards évadés, renégats ou matelots déserteurs.

### L'absence de relations entre la France et les États fédérés de Micronésie malgré la colonisation française en Océanie (milieuXIXesiècle-XXesiècle)

#### La France établit ses colonies en Océanie (milieuXIXesiècle)
Au début du XIXe siècle, le Royaume-Uni domine le Pacifique grâce à sa Marine, et la France davantage préoccupée par les affaires nationales et européennes, notamment par les conquêtes napoléoniennes, n'est pas présente au-delà des expéditions scientifiques qu'elle envoie dans cette région. C'est au cours du XIXe siècle que la colonisation occidentale du Pacifique est véritablement mise en place : les puissances économiques de cette époque, le Royaume-Uni, la France, l'Allemagne, le Japon et les États-Unis vont alors se partager les territoires.
Du côté de la France, c'est au début des années 1840 que ses dirigeants décident de concurrencer la domination anglaise dans la région en imposant sa souveraineté en Polynésie française en 1842, et en Nouvelle-Calédonie en 1853, puis à Wallis-et-Futuna en 1888. Pourtant, au sein de l'Empire colonial français qui s’étend sur tous les continents, le Pacifique ne suscite pas autant d’intérêts que les autres colonies. Ce n'est qu'à partir de 1918 que des lignes maritimes ont relié cette région aux ports français. Au-delà des milliers de Français (colons, marins, missionnaires) qui se sont rendus dans les Établissements français de l’Océanie, peu d'entre eux ont investi les autres territoires d'Océanie[réf. nécessaire].

#### La Micronésie sous tutelle des grandes puissances (finXIXesiècle-XXesiècle)
De son côté, les Îles Carolines n'étaient réellement administrées par les Espagnols, via leur colonie des Philippines, que depuis 1875. Dès lors, lorsque les Philippines passèrent sous le contrôle des États-Unis à la suite de la guerre hispano-américaine de 1898, l'Espagne décida en 1899 de se séparer de ses dernières colonies, les îles Carolines, les îles Mariannes et Palau dans le Pacifique, devenues ingouvernables à distance, en les vendant à l'Allemagne. Ces îles passèrent par la suite sous contrôle japonais en 1914, d'abord par conquête militaire puis elles feront l'objet d'un mandat de la Société des Nations permettant aux nippons d'administrer les anciennes possessions pacifiques allemandes situées au nord de l'équateur.
Lors de la Seconde Guerre mondiale, en 1944, la région fut militairement occupée par les Américains qui l'administrèrent ensuite en tant que Territoire sous tutelle des îles du Pacifique selon le mandat de l'ONU délivré aux États-Unis en 1947. Ce mandat durera jusqu'en 1990, après ratification de la fin de la tutelle par le Conseil de sécurité de l'ONU.

#### L'absence de relations entre la France et les futurs États fédérés de Micronésie
À la suite du passage sous le contrôle japonais des colonies allemandes et enfin la défaite de l'Empire nippon contre les États-Unis d'Amérique lors de la Seconde Guerre mondiale, la France se retrouve rapidement, la seule puissance occidentale face aux États-Unis et au Royaume-Uni dans le Pacifique. Pour autant, sa présence demeura relativement restreinte à ses colonies. De plus, en raison de la mise sous tutelle des îles qui allaient constituer les futurs États fédérés de Micronésie, administrés par l'US Navy, puis par le ministère de l’intérieur jusqu'en 1986 sous le statut de « Territoires sous tutelle des îles du Pacifique », leurs relations extérieures furent presque exclusivement orientées vers les États-Unis[réf. nécessaire]. Ces raisons peuvent expliquer l'absence de relations entre la France et les États fédérés de Micronésie avant leur indépendance.

### Naissance des États fédérés de Micronésie et première relations avec la France (1980's-2000)

#### Fin de la tutelle américaine pour les EFM
Le passage d'une région administrée par les États-Unis à un État indépendant membre à part entière de l'ONU s'est fait progressivement. En 1964-1965, est créé un Congrès bicaméral réunissant les six districts. En 1975, ce congrès lance la rédaction d'une constitution, et, en 1978, un référendum regroupant quatre des six districts concrétise la création des États fédérés de Micronésie (sans les îles Marshall  et  les  Palaos). En 1990, la fin de la tutelle est ratifiée par les Nations unies et les États fédérés de Micronésie entrent à l'ONU en 1991. Malgré leur indépendance, les États fédérés de Micronésie restent très dépendants financièrement des États-Unis à qui, ils ont par ailleurs confié la défense et la sécurité de leur territoire. Néanmoins, les États fédérés de Micronésie ont compétence pour conduire leurs affaires étrangères, leur permettant d'établir des relations diplomatiques avec soixante-seize États, dont la France dès le 5 février 1993. Toutefois, les États fédérés de Micronésie n'ont que très peu de représentations diplomatiques dans le monde — quatre seulement —, tandis que la France ne dispose que d'un consul honoraire, à Kolonia, dans l'État de Pohnpei, depuis décembre 2003.

#### L'image de la France dégradée à la suite des essais nucléaires dans le Pacifique
À l'aube des années 1980, l'image de la politique française dans le Pacifique est critiquée par les nouveaux États devenus indépendants, principalement en raison des essais nucléaires pratiqués par l'armée française dans cette région depuis 1966. Pour organiser la contestation, ces États s'associèrent à l'Australie et la Nouvelle-Zélande dans une nouvelle organisation, le Forum du Pacifique Sud, exclusivement réservé aux États indépendants, excluant ainsi les territoires d'outre-mer français.
À la suite de l'affaire du Rainbow Warrior, l'image de la France dans la région devint encore plus critique. De peur que cela puisse nuire au développement de ses territoires dans le Pacifique et conduise à un isolement de la France dans cette région, le gouvernement français décida alors de lancer une offensive diplomatique afin de reconquérir l'opinion locale et d'améliorer les relations avec les voisins régionaux de ses territoires du Pacifique.
Pour ce faire, la diplomatie française s'intéressa particulièrement aux futurs États indépendants et récents membres du Forum du Pacifique Sud — dont les Fidji et les États Fédérés de Micronésie à la fin des années 1980, jugés moins hostiles à la présence française. Outre une enveloppe d'une trentaine de millions de dollars d'aide publique au développement destinée au Pacifique Sud, la France décide en 1987, d'ouvrir un consulat général à Honolulu disposant d'une accréditation pour pouvoir échanger et créer des liens avec les entités micronésiennes américaines, alors que des postes identiques, pour des raisons budgétaires avaient été fermées dans d'autres régions. La mission de ce consulat consistait à défendre les intérêts français auprès de ces nouveaux acteurs, afin d'influer sur les futures positions du Forum. Les effets furent cependant particulièrement discrets au sein des États fédérés de Micronésie.
La Nouvelle-Zélande, soutenue par un certain nombre d’États du Pacifique, dont notamment les États fédérés de Micronésie saisirent alors la Cour Internationale de Justice pour une demande d'intervention au titre de l'article 63. Selon eux, la France rompait la résolution de 1974, adoptée après une première saisine de la Cour par la Nouvelle-Zélande, et dans laquelle la France s’était engagée à ne pas procéder à de nouveaux essais nucléaires dans l’atmosphère. La Cour rejeta la saisine de la Nouvelle-Zélande et des États fédérés de Micronésie en concluant que la décision de la France annoncée en 1995 avait trait à une série d’essais souterrains et non atmosphériques. Les essais français prendront définitivement fin en janvier 1996. En mars, la France signa le traité de Rarotonga, alors que les États fédérés de Micronésie demeurent l'un des trois États du Pacifique à ne pas l'avoir signé en raison de leur proximité avec les États-Unis, lesquels ne l'ont pas non plus ratifié.
La France qui avait pu intégrer le Forum du Pacifique Sud comme « partenaire de dialogue », peu de temps avant la reprise des essais en avait été exclu. Après la fin définitive des essais, elle est réintégrée en septembre 1996, pour le 27e sommet à Majuro.

### De nouvelles formes de relations entre la France et les États fédérés de Micronésie (2000-aujourd'hui)

#### L'intégration politique de la France dans le régionalisme océanien
Initiés par le président Chirac en 2003, les sommets France-Océanie permettent de renforcer le rôle de la France et la place de ses collectivités du Pacifique dans cette région océanienne que le Président Emmanuel Macron englobe désormais dans l'axe indo-pacifique, comme il l'a évoqué dans ses discours à Sydney et à Nouméa en mai 2018[réf. nécessaire].
C'est durant la présidence du Forum des îles du Pacifique par les États fédérés de Micronésie que la Polynésie française et la Nouvelle-Calédonie ont été acceptées comme membres à part entière du Forum, alors que cette demande était en attente de réponse depuis plus de 10 ans, étant donné les tensions entre la France et les voisins de ses territoires outre-mer du Pacifique, que les exercices nucléaires français dans le Pacifique avaient provoquées.

#### La France, une alliée dans la lutte contre le réchauffement climatique
Lors d'une visite aux EFM d'une délégation de sénateurs français, le président des États Fédérés a insisté sur l'attente d'un soutien renouvelé de la France dans la région « afin de trouver des solutions en matière de changement climatique ». Il a aussi salué lors de la COP 21, le leadership français et appelé de ses vœux la déclinaison effective d’une stratégie régionale ambitieuse pour la mise en œuvre des engagements pris.

## Relations économiques et commerciales
Les États fédérés de Micronésie constituent un petit état avec une économie grandement tributaire de l'aide extérieure, notamment celle en provenance des États-Unis pour 35 % du PIB). Ils disposent d'un marché limité, d'une économie peu variée et d'une balance commerciale fortement déficitaire en raison de la faiblesse de ses exportations. Le pays demeure à la 185e position mondiale en termes de produit intérieur brut (PIB) en Parité de pouvoir d'achat (PPA). Bien que la France soit une économie radicalement différente et n'ait que peu de chose à voir avec celle des EFM, les deux économiques ont un point commun : celui de disposer tous les deux d'une Zone Économique Exclusive (ZEE) dans le Pacifique : 2,97 millions de km² pour les EFM, 6,8 millions de km² pour la France.
Le commerce bilatéral entre les deux pays est trop faible pour pouvoir dégager des tendances en fonction des années (moins d'un million d'euros). Certains secteurs économiques se dégagent néanmoins dans les importations et exportations des EFM. Ainsi, en 2017, 78 % des importations en provenance de la France sont constituées par du matériel électrique et 9 % pour de l'appareillage pour bateau, tandis que ses exportations à destination de la France sont constituées à 81 % par des produits de coutellerie, outillage, quincaillerie et ouvrages divers en métaux (pour seulement 11 000 €).

## Relations politiques, diplomatiques et militaires

### Rencontres bilatérales et visites de dirigeants politiques
| Date                   | Lieu                         | Contexte                  | France            | France                               | États fédérés de Micronésie | États fédérés de Micronésie               |
| ---------------------- | ---------------------------- | ------------------------- | ----------------- | ------------------------------------ | --------------------------- | ----------------------------------------- |
| Date                   | Lieu                         | Contexte                  | Représentant      | Qualité                              | Représentant                | Qualité                                   |
| 29 juillet 2003        | Papeete, Polynésie française | 1er Sommet France-Océanie | Jacques Chirac    | Président de la République française | Joseph Urusemal             | Président des États fédérés de Micronésie |
| 26 juin 2006           | Paris, France                | 2e Sommet France-Océanie  | Jacques Chirac    | Président de la République française | Joseph Urusemal             | Président des États fédérés de Micronésie |
| 31 juillet 2009        | Nouméa, Nouvelle-Calédonie   | 3e Sommet France-Océanie  | Bernard Kouchner  | Ministre des affaires étrangères     | Manny Mori                  | Président des États fédérés de Micronésie |
| 25 et 26 novembre 2015 | Paris, France                | 4e Sommet France-Océanie  | François Hollande | Président de la République française | Peter Christian             | Président des États fédérés de Micronésie |
| Sources :              |                              |                           |                   |                                      |                             |                                           |

### Représentations diplomatiques et conditions d'entrées

#### Ambassades et consulats
Les deux pays ont établi des relations diplomatiques depuis le 5 février 1993, la France devenant le 35e État sur 76 à en entretenir avec les États fédérés de Micronésie. La France dispose d'une ambassade à Manille aux Philippines, accréditée notamment pour les États fédérés de Micronésie ainsi que, depuis décembre 2003, d'une agence consulaire située à Kolonia, capitale du pays, sur l'île de Pohnpei. Les États fédérés de Micronésie ne disposent en revanche que de seulement quatre représentations diplomatiques, à Pékin, Washington, Tokyo, et Suva.

#### Visas et conditions d'entrées
|                                                                   | Court séjour | Long séjour |
| ----------------------------------------------------------------- | ------------ | ----------- |
| Conditions d'entrées des Français aux États fédérés de Micronésie | oui          | ❌          |
| Conditions d'entrées des Micronésiens en France                   | oui          | ❌          |
| Légende : Entrée sans visa ; Visa obligatoire                     |              |             |
| Sources : France Visa Ambassade de France aux Philippines         |              |             |

### Coopération opérationnelle et militaire
La France, comme l'Australie et la Nouvelle-Zélande sont signataires depuis 1992 de l'accord FRANZ qui est juridiquement, une « Déclaration commune relative à la coordination en matière d'assistance en cas de catastrophe naturelle dans le Pacifique Sud ». Ainsi, en cas de catastrophe naturelle dans un État insulaire dont les États fédérés de Micronésie, l'accord prévoit « un échange d'informations entre les services compétents des États signataires afin d'assurer un meilleur emploi des moyens mis en œuvre, après que l'État sinistré en a fait la demande ». Récemment, cet accord a été utilisé pour les cyclones qui ont frappé les Tonga en 2014, le Vanuatu en 2015 et les Fidji en 2016. La marine française participe ainsi de manière régulière aux exercices de surveillance maritime dans la région.

### Coopération sur des défis internationaux

#### Changement climatique
En tant que premières victimes potentielles des changements climatiques et de la montée des eaux, les États fédérés de Micronésie comme de nombreux États du Pacifique sont particulièrement engagés pour faire avancer la question et promouvoir la lutte contre le réchauffement à l'international. Dans ce contexte, la France, via notamment ses territoires en Océanie est aussi préoccupée par ces problématiques. Une collaboration entre les pays du Pacifique, dont les États fédérés de Micronésie, et la France s'est ainsi construite ces dernières années notamment via le programme Oceania 21.